# Adam Korol

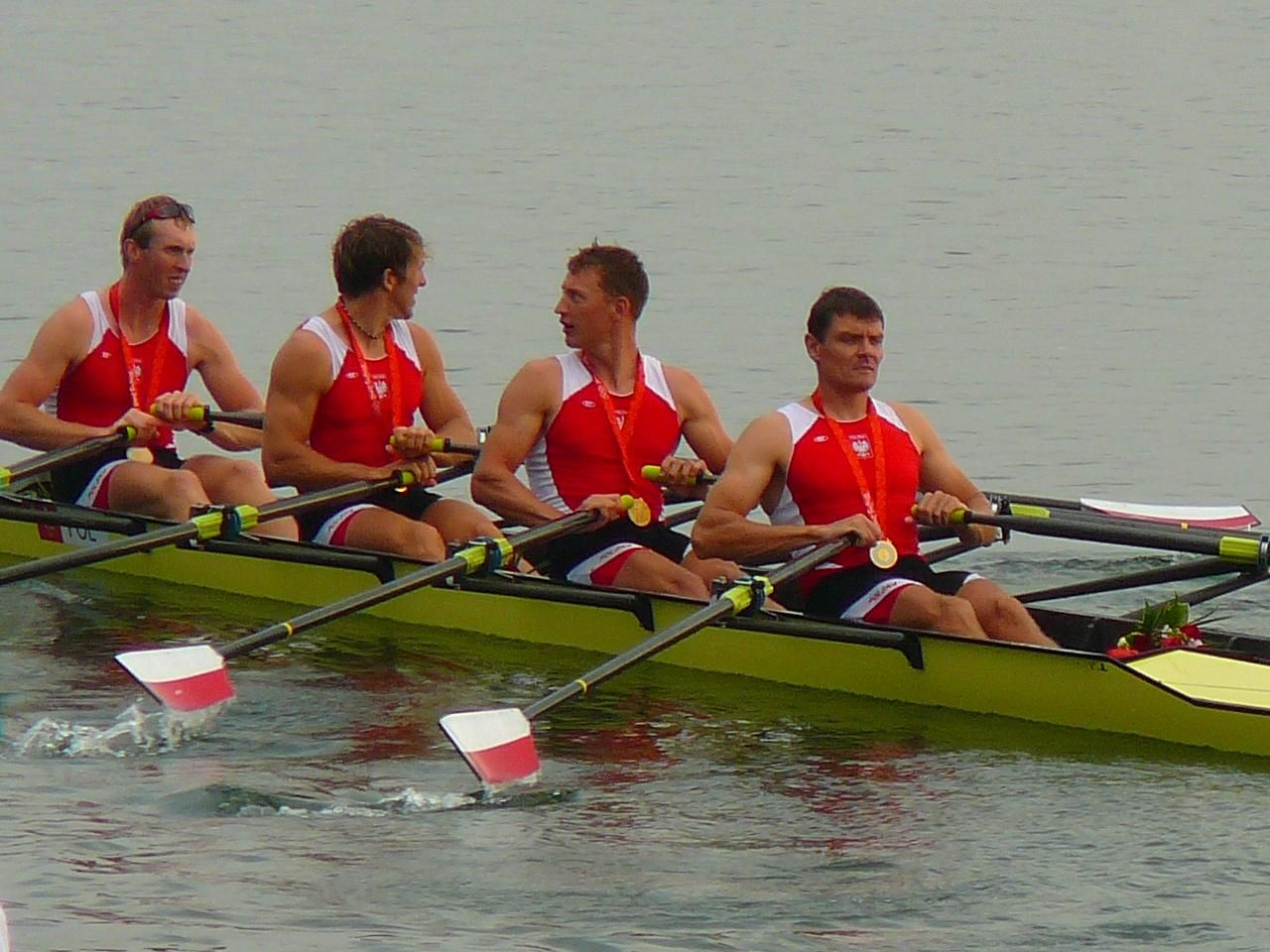
Pequim 2008. Quarteto polonês conquistou a medalha de ouro (Wasielewski, Kolbowicz, Jeliński e Korol)

Adam Marek Korol (Gdańsk, 20 de agosto de 1974) é um remador polonês, campeão olímpico.

## Carreira

### Pequim 2008
Korol competiu no skiff quádruplo, ele conquistou a medalha de ouro com Michał Jeliński, Marek Kolbowicz e Konrad Wasielewski.